# Croatian International 2015
Die Croatian International 2015 fanden vom 9. bis zum 12. April 2015 in Zagreb statt. Es war die 17. Austragung der internationalen Meisterschaften von Kroatien im Badminton.

## Sieger und Platzierte
| Disziplin    | Gold                              | Silber                              | Bronze                                    |
| ------------ | --------------------------------- | ----------------------------------- | ----------------------------------------- |
| Herreneinzel | Eric Pang                         | Nick Fransman                       | Matthias Almer                            |
| Herreneinzel | Eric Pang                         | Nick Fransman                       | Beryno Wong Jiann Tze                     |
| Dameneinzel  | Elena Komendrovskaja              | Olga Golovanova                     | Fabienne Deprez                           |
| Dameneinzel  | Elena Komendrovskaja              | Olga Golovanova                     | Olga Konon                                |
| Herrendoppel | Peter Briggs Tom Wolfenden        | Lim Ming Chuen Ong Wei Khoon        | Patrick Buhl Jeppe Ludvigsen              |
| Herrendoppel | Peter Briggs Tom Wolfenden        | Lim Ming Chuen Ong Wei Khoon        | Søren Gravholt Nikolaj Overgaard          |
| Damendoppel  | Maiken Fruergaard Camilla Martens | Julie Finne-Ipsen Ditte Søby Hansen | Cecilie Finne-Ipsen Julie Dawall Jakobsen |
| Damendoppel  | Maiken Fruergaard Camilla Martens | Julie Finne-Ipsen Ditte Søby Hansen | Amanda Madsen Isabella Nielsen            |
| Mixed        | Zvonimir Đurkinjak Matea Čiča     | Alexander Bond Ditte Søby Hansen    | Patrick Buhl Isabella Nielsen             |
| Mixed        | Zvonimir Đurkinjak Matea Čiča     | Alexander Bond Ditte Søby Hansen    | Filip Michael Duwall Myhren Emma Wengberg |